# Mount Boyd
Mount Boyd ist ein 2960 m hoher und pyramidenförmiger Berg in der antarktischen Ross Dependency. Er ragt 5 km westlich des Mount Bennett in den Bush Mountains auf.
Wissenschaftler der United States Antarctic Service Expedition (1939–1941) entdeckten und fotografierten ihn. Der US-amerikanische Geophysiker Albert P. Crary (1911–1987) nahm als Leiter der Mannschaft zur Durchquerung des Ross-Schelfeises zwischen 1957 und 1958 Vermessungen des Bergs vor. Er benannte ihn nach Walter W. Boyd Jr., dem Glaziologen der Mannschaft.